# Władysław Bartela
Władysław Bartela (ur. 2 czerwca 1896 w Kętach, zm. wiosną 1940 w Katyniu) – kapitan Wojska Polskiego, ofiara zbrodni katyńskiej.

## Życiorys
Syn Franciszka i Agnieszki z domu Czopek urodzony w Kętach.
10 kwietnia 1915 roku wstąpił do Legionów Polskich. Został przydzielony do 2 kompanii 4 pułku piechoty. W szeregach pułku odbył kampanię wołyńską.
W lipcu 1917 roku, po kryzysie przysięgowym, wstąpił do Polskiego Korpusu Posiłkowego. Od 1918 roku w Wojsku Polskim. W kwietniu 1928 roku został przeniesiony do 3 pułku strzelców podhalańskich w Bielsku, a jesienią tego roku do 4 pułku strzelców podhalańskich w Cieszynie. Na stopień kapitana został mianowany ze starszeństwem z dniem 1 stycznia 1936 roku i 1. lokatą w korpusie oficerów piechoty. Po przeniesieniu do korpusu oficerów administracji zajmował 2. lokatę wśród kapitanów ze starszeństwem z dniem 1 stycznia 1936 roku. W 1939 roku był kierownikiem II referatu w Komendzie Rejonu Uzupełnień Puławy.
W czasie kampanii wrześniowej 1939 roku, po agresji ZSRR na Polskę, w nieznanych okolicznościach dostał się do niewoli sowieckiej. Przebywał w obozie jenieckim w Kozielsku. Wiosną 1940 roku został zamordowany przez funkcjonariuszy NKWD w Katyniu i tam pogrzebany w bezimiennej mogile zbiorowej, gdzie od 28 lipca 2000 roku mieści się oficjalnie Polski Cmentarz Wojenny w Katyniu. W Lesie Katyńskim prowadzone były ekshumacje i prace archeologiczne. W 1943 roku jego ciało zostało zidentyfikowane w toku ekshumacji prowadzonych przez Niemców pod numerem 2167, a przy zwłokach znaleziono 2 listy przewozowe, 1 odcinek pocztowy. Figuruje na liście wywózkowej z 2 kwietnia 1940 roku.

Władysław Bartela był żonaty ze Stefanią z domu Pieczka, z którą miał córkę Weronikę.
5 października 2007 roku minister obrony narodowej Aleksander Szczygło mianował go pośmiertnie na stopień majora. Awans został ogłoszony 9 listopada 2007 roku w Warszawie, w trakcie uroczystości „Katyń Pamiętamy – Uczcijmy Pamięć Bohaterów”.

## Ordery i odznaczenia
- Krzyż Niepodległości – 24 października 1931 roku „za pracę w dziele odzyskania niepodległości”[22]